# Abyss
Abyss — четвертий студійний альбом американської співачки й авторки пісень Челсі Вулф та її епонімічного гурту. Альбом вийшов 7 серпня 2015 року під лейблом Sargent House. Продюсером альбому став Джон Конглтон. В альбомі також присутні гостьові виступи Майка Саллівана з гурту Russian Circles і Дена Філліпса із True Widow.
Альбом отримав позитивні огляди від музичних критиків та дістався 130-ї позиції чарту Billboard 200, ставши першим альбомом Челсі Вулф, який потрапив до цього чарту.

## Музичний стиль
Ніна Коркоран із Consequence of Sound описала альбом як такий, що «встановлює баланс між готичним фолком та електронним нойз-роком», а також «застосовуєметал і всепоглинальні бурдони». Брендон Стозві із Pitchfork зазначив, що елементи металу «вбудовані й інтегровані в музику, яка часто вибухає дисторшном гітар у стилі дум-металу.» Трістан Джонс зі Sputnikmusic написав:
«Хоча „дарквейв“ і є підхожим описовим терміном, просочуються також елементи думу, фолку, нойзу таіндастріалу.»
Оригінальний текст (англ.)
"Though “darkwave” is a fitting descriptor, elements of doom, folk, noise, and industrial seep in."
Джузеппе Цеволі із Drowned in Sound порівняв стиль альбому з готичним роком, написавши, що він «однаковою мірою міг би привабити фанів металу, фолку, індастріалу та альтернативного року.»

## Випуск
Початкове оголошення виходу альбому Abyss відбулося через вебсайт Челсі Вулф 8 січня 2015 року — з'явилася новина, що альбом вийде під лейблом Sargent House. 22 квітня 2015 року з'явилося детальніше оголошення, в якому також містилася інформація про учасників запису альбому — Бена Чизголма, Ділана Фуджіоку та Езру Баклу, а також про спеціальних гостей — Майка Саллівана (Russian Circles), Дена Філліпса (True Widow), а також представлення Джона Конглтона, як продюсера альбому. Паралельно з публікацією цієї новини вийшов також трейлер альбому.
Деталі щодо списку композицій альбому, а також його обкладинку, оприлюднили 28 квітня в журналі Rolling Stone. Ця подія також збіглася з випуском відеокліпу на пісню «Iron Moon» та коментарем від самої співачки стосовно цієї композиції:
«Музику написано у співавторстві з нашим другом Карлосом Аялою, який є автором пісні „Boyfriend“, кавер на яку ми робили кілька років тому. Текст цієї пісні натхненний читанням поезії працівника Foxconn, який покінчив із життям — його фрустрацією та відчаєм. Взагалі в текстах альбому є така розмита плутанина, як це іноді буває у снах — наче ви вперше в потойбічному світі, і речі виглядають трошки по-іншому, більш туманні та плинні. Я уявляю тихі частини пісні як такі, що заспівані у невеликій кімнаті гуртожиткового типу, а гучні частини — як сцену з мюзикла, де той працівник співає й танцює поміж фабричними конвеєрами з цілковитою свободою й невимушеністю. Така чудова команда музикантів зібралася, щоб втілити в життя ці почуття і звуки.»
Оригінальний текст (англ.)
"The music is co-written by our friend Karlos Ayala who wrote the song 'Boyfriend' we covered a few years back. Lyrically, this song was inspired after reading the poetry of a Foxconn worker who took his own life – his frustration and desperation. There's a blurry confusion throughout the lyrics on the album, as it sometimes is in dreams, like you're new to the afterlife and things are slightly different, more hazy and fluid. I imagine the quiet parts of the song sung from a small, dorm-style room, and the loud parts as a scene out of a musical, where the worker sings and dances through the factory lines with total freedom and abandon. Such a great crew of musicians came together to bring these feelings and sounds to life."
Вулф також висловилась стосовно самого альбому, описавши його як «те відчуття, коли вам сниться сон, ви прокидаєтесь на хвильку, а потім засинаєте й опиняєтесь у тому ж сні, швидко поринаючи у своє підсвідоме.»
2 червня дебютувала друга пісня з альбому — «Carrion Flowers», яку можна було почути на радіо NPR. Ларс Ґотріч описав цю композицію як «темну й бездонну, мов річка вночі», а також «прекрасну й жахливу».
Через два дні на офіційному сайті Челсі Вулф з'явилася інформація про дати проведення музичного туру Північною Америкою спільно з гуртом Wovenhand, який виконує музику в стилі альтернативне кантрі. Додаткові дати європейського турне оголосили 30 липня. Одночасно з цими новинами з'явилося посилання на ексклюзивну трансляцію цілого альбому на вебсайті NPR.
Останнім треком альбому, з якого зняли покров таємниці ще до виходу альбому, стала пісня After the Fall. Її опублікували на сайті Noisey 8 липня. У своєму коментарі до цієї публікації оглядач Джон Гілл сказав, що композиція відтворює… 
«...як тендітну, так і світоспалювальну сторони Вулф. Сама по собі музика відчувається такою, наче походить з іншого світу, у своїй продукції, до якої приклали значних зусиль, аби зробити все майже блаженним. Коли вривається приспів, все наче врізається в землю зі швидкістю мільйонів миль на годину, а дисторшн синтезаторів стає все більш і більш значним із кожною секундою. Електронний тріск є тим типом звуку, який ви могли б почути на останньому концерті перед апокаліпсисом. Її голос без жодних зусиль перемикається між цими двома режимами — туди й назад, нагадуючи нам, чому вона — найкраща.»
Оригінальний текст (англ.)
"both the delicate and world burning sides of Wolfe. The music itself feels otherworldly in its production, going to lengths to make everything nearly blissful. When the chorus kicks in, everything goes crashing into the earth at a million miles an hour, the distortion of the synth becoming more and more massive with each second. The electronic crunch is the kind of noise you'd probably hear at the last concert before the apocalypse. Her voice effortlessly goes back and forth between these two modes, reminding us why she's the best."

## Сприйняття
Після свого виходу альбом Abyss отримав загалом позитивні відгуки від музичних критиків. На сайті Metacritic, який оцінює самі огляди від мейнстримних критиків на основі стобальної шкали, альбом отримав середню оцінку в 79 балів — на основі 24 оглядів, що свідчить про «загалом прихильні огляди».
В огляді для AllMusic Гізер Ферез заявила, що
«В альбомі Abyss Челсі Вулф виводить важкість у своїй музиці на перший план у такий спосіб, який відчувається природніше й привабливіше, аніж просто „перехід на метал“. Зважаючи на похмурість і драму, присутні навіть у її акустичному альбомі Unknown Rooms, так само як і в турне та спільних проектах з такими виконавцями як Russian Circles, вона б неминуче перейшла до повнішого задоволення своєї пристрасті до металу, але Abyss перевершує очікування.» 
Оригінальний текст (англ.)
"On Abyss, Chelsea Wolfe brings the heaviness in her music to the fore in a way that's more natural, and more compelling, than merely "going metal." Given the darkness and drama present even on her unplugged album Unknown Rooms—as well as tours and collaborations with artists such as Russian Circles—it was inevitable that she'd embrace her metal leanings more fully, but Abyss exceeds expectations."
Ніна Коркоран у своєму огляді для Consequence of Sound дала альбому оцінку B+, заявивши:
«Abyss має незмірний ландшафт, але він переважно надто темний, аби мати певність, що ви насправді бачите. Оті несталі образи, цілеспрямований креативний вибір, надає альбомові простору для того, щоб розбухати персоналізованими монстрами.» 
Оригінальний текст (англ.)
"There’s a vast landscape in Abyss, but most times it’s too dark to be certain of what you see. That wavering imagery, an intentional creative choice, gives the album room to swell with personalized monsters."
Критик Джузеппе Цеволлі із Drowned in Sound написав:
«Abyss доводить, що на темній стороні альтернативного року є все ще багато незробленої роботи. Челсі Вулф однозначно випереджає інших на цьому напрямку.»
Оригінальний текст (англ.)
"Abyss proves that there's still much work to do in the dark side of alt rock. Chelsea Wolfe is surely ahead of the curve."
Пишучи огляд для Pitchfork, оглядач Брендон Стозві висловився так:
«Вулф додавала елементи металу у свою музику із самого початку — особливо в альбомі Pain Is Beauty 2013 року, але насправді вона ніколи не переходила на повноцінний метал. І, якщо чесно, вона все ще цього не зробила, але в альбомі Abyss вона перебуває ближче до цього, аніж будь-коли, чим унаочнює ці тенденції. Подекуди в інших своїх записах вона вже додавала дисторшн, тваринне ричання або сичання, але тоді вони справляли враження афектації чи доповнення; тут же вони вбудовані й інтегровані в музику, яка часто вибухає дисторшном гітар у стилі дум-металу.»
Оригінальний текст (англ.)
"Wolfe has incorporated metallic elements into her music since the beginning—especially on 2013's Pain Is Beauty—but she's never really gone full-on metal. And, honestly, she still hasn't, but on Abyss she comes closer than ever, externalizing those tendencies. She's thrown in moments of distortion, animal-like growling, or hiss on her other records, but it could come off like an affectation or add-on; here, it's built into, and integral to, the music, which frequently booms with distorted doom-metal guitar."

## Список композицій
| #   | Назва             | Тривалість |
| --- | ----------------- | ---------- |
| 1.  | «Carrion Flowers» | 4:50       |
| 2.  | «Iron Moon»       | 5:46       |
| 3.  | «Dragged Out»     | 4:20       |
| 4.  | «Maw»             | 5:54       |
| 5.  | «Grey Days»       | 5:19       |
| 6.  | «After the Fall»  | 5:35       |
| 7.  | «Crazy Love»      | 3:33       |
| 8.  | «Simple Death»    | 5:22       |
| 9.  | «Survive»         | 5:38       |
| 10. | «Color of Blood»  | 4:48       |
| 11. | «The Abyss»       | 4:12       |

## Учасники
Список учасників альбому Abyss адаптовано з AllMusic.
- Челсі Вулф — баси, гітара, фортепіано, вокал
- Езра Бакла — альт, вокал
- Бен Чизголм – баси, гітара, клавішні, компонування, фотографія, фортепіано, програмування
- Джон Конглтон – інженер, продюсер
- Ділан Фуджіока – ударні
- Д. Г. Філліпс – гавайська гітара
- Майк Салліван — гітара
- Генрік Ульдален – обкладинка альбому, картини

## Чарти
| Чарт                         | ПІкова позиція |
| ---------------------------- | -------------- |
| Billboard Hot 200            | 130            |
| Billboard Heatseeker Albums  | 1              |
| Billboard Folk Albums        | 6              |
| Billboard Tastemakers Albums | 10             |
| Billboard Independent Albums | 32             |